# Уніковиці
Уніковиці (пол. Unikowice, нім. Heinzendorf) — село в Польщі, у гміні Пачкув Ниського повіту Опольського воєводства.
Населення — 344 особи (2011).

## Демографія
Демографічна структура станом на 31 березня 2011 року:
|          | Загалом | Допрацездатний вік | Працездатний вік | Постпрацездатний вік |
| -------- | ------- | ------------------ | ---------------- | -------------------- |
| Чоловіки | 165     | 34                 | 121              | 10                   |
| Жінки    | 179     | 28                 | 119              | 32                   |
| Разом    | 344     | 62                 | 240              | 42                   |